# Clathrina

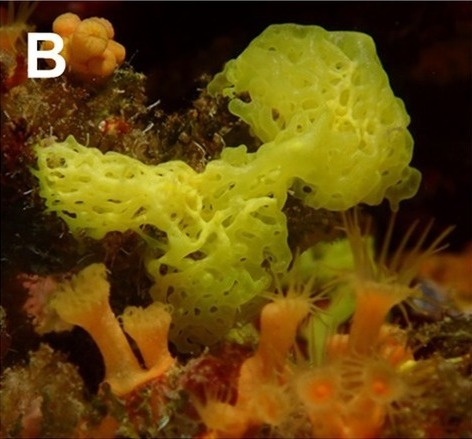
Clathrina clathrus

Clathrina is een geslacht van sponsdieren uit de familie van de Clathrinidae.

## Soorten
- Clathrina adusta Wörheide & Hooper, 1999
- Clathrina africana Klautau & Valentine, 2003
- Clathrina alcatraziensis Lanna, Rossi, Cavalcanti, Hajdu & Klautau, 2007
- Clathrina angraensis  Azevedo & Klautau, 2007
- Clathrina antofagastensis Azevedo, Hajdu, Willenz & Klautau, 2009
- Clathrina ascandroides Borojevic, 1971
- Clathrina aspina Klautau, Solé-Cava & Borojevic, 1994
- Clathrina atlantica (Thacker, 1908)
- Clathrina aurea  Solé-Cava, Klautau, Boury-Esnault, Borojevic & Thorpe, 1991
- Clathrina biscayae Borojevic & Boury-Esnault, 1987
- Clathrina brasiliensis Solé-Cava, Klautau, Boury-Esnault, Borojevic & Thorpe, 1991
- Clathrina broendstedi Rapp, Janussen & Tendal, 2011
- Clathrina canariensis (Miklucho-Maclay, 1868)
- Clathrina cancellata  (Verrill, 1873)
- Clathrina cerebrum (Haeckel, 1872)
- Clathrina ceylonensis  (Dendy 1905)
- Clathrina chrysea  Borojevic & Klautau, 2000
- Clathrina clara  Klautau & Valentine, 2003
- Clathrina clathrus  (Schmidt, 1864)
- Clathrina compacta  (Schuffner, 1877)
- Clathrina conifera  Klautau & Borojevic, 2001
- Clathrina contorta (Bowerbank, 1866)
- Clathrina corallicola Rapp, 2006
- Clathrina cordata  (Haeckel, 1872)
- Clathrina coriacea  (Montagu, 1814)
- Clathrina cribrata  Rapp, Klautau & Valentine, 2001
- Clathrina cylindractina  Klautau, Solé-Cava & Borojevic, 1994
- Clathrina darwini (Haeckel, 1870)
- Clathrina decipiens  (Haeckel, 1872)
- Clathrina densa (Haeckel, 1872)
- Clathrina dictyoides  (Haeckel, 1872)
- Clathrina dubia (Dendy, 1891)
- Clathrina fjordica Azevedo, Hajdu, Willenz & Klautau, 2009
- Clathrina gardineri  (Dendy, 1913)
- Clathrina helveola  Wörheide & Hooper, 1999
- Clathrina heronensis  Wörheide & Hooper, 1999
- Clathrina hirsuta Klautau & Valentine, 2003
- Clathrina hispanica  Klautau & Valentine, 2003
- Clathrina hondurensis  Klautau & Valentine, 2003
- Clathrina izuensis  (Tanita, 1941)
- Clathrina jorunnae  Rapp, 2006
- Clathrina laminoclathrata  Carter 1886
- Clathrina laxa  (Kirkpatrick, 1895)
- Clathrina luteoculcitella  Wörheide & Hooper, 1999
- Clathrina minoricensis  (Lakschewitsch, 1896)
- Clathrina multiformis  (Breitfuss, 1898)
- Clathrina mutsu  (Hozawa, 1928)
- Clathrina nanseni (Breitfuss, 1896)
- Clathrina panis  (Haeckel, 1870)
- Clathrina paracerebrum Austin, 1996
- Clathrina parva  Wörheide & Hooper, 1999
- Clathrina passionensis van Soest, Kaiser & Van Syoc, 2011
- Clathrina pelliculata (Dendy, 1891)
- Clathrina primordialis  (Haeckel 1872)
- Clathrina procumbens (von Lendenfeld, 1885)
- Clathrina quadriradiata Klautau & Borojevic, 2001
- Clathrina reticulum (Schmidt, 1862)
- Clathrina rotunda  Klautau & Valentine, 2003
- Clathrina rubra  Sarà, 1958
- Clathrina sagamiana (Hozawa, 1929)
- Clathrina sceptrum  (Haeckel, 1872)
- Clathrina septentrionalis Rapp, Klautau & Valentine, 2001
- Clathrina sinusarabica  Klautau & Valentine, 2003
- Clathrina soyo  (Hozawa, 1933)
- Clathrina sueziana Klautau & Valentine, 2003
- Clathrina tenuipilosa (Dendy, 1905)
- Clathrina tetractina Klautau & Borojevic, 2001
- Clathrina tetrapodifera Klautau & Valentine, 2003
- Clathrina wistariensis  Wörheide & Hooper, 1999